# Небида
Небида (итал. Nebida) је насеље у Италији у округу Карбонија-Иглесијас, региону Сардинија.
Према процени из 2011. у насељу је живело 924 становника. Насеље се налази на надморској висини од 172 м.